# Szarvaskő
Szarvaskő è un comune dell'Ungheria di 345 abitanti (dati 2001). È situato nella contea di Heves.